# Catwoman (película)
Catwoman (conocida como Gatúbela en Hispanoamérica) es una película estadounidense del director francés Pitof, protagonizada por Halle Berry, Benjamin Bratt y Sharon Stone. Estrenada el 23 de julio de 2004 en Estados Unidos y el 6 de agosto del mismo año en España.
La película está inspirada libremente en el personaje Catwoman, que aparece en los cómics de Batman, de DC Comics. Pero aquí el personaje no tiene ninguna relación con el universo de Batman, ni con Selina Kyle. La protagonista se llama Patience Phillips, una diseñadora gráfica que trabaja en una empresa de cosméticos, sumergida en una enorme conspiración. La joven muere y es resucitada por un gato Mau egipcio y adquiere poderes sobrenaturales relacionados con habilidades felinas. En esta película, por tanto, el origen de Catwoman tiene una causa sobrenatural relacionada con la diosa Bastet de la mitología egipcia, a diferencia de su contrapartida del Universo DC en que no tiene superpoderes. El vestido de Catwoman cambió mucho. Ahora usa un brassiere negro con correas en el abdomen, y un pantalón de cuero. El que tenga el vientre expuesto la perjudicó en la batalla final, al recibir varios golpes fuertes en el mismo.

## Argumento
La diseñadora gráfica Patience Phillips (Halle Berry) trabaja para una compañía de cosméticos llamada Hedare Beauty. Esta compañía está a punto de comercializar una nueva crema para la piel llamada Beau-Line, que es capaz de revertir los efectos del envejecimiento. Sin embargo, cuando Patience visita la fábrica donde se produce la crema, oye por casualidad una conversación entre el científico Dr. Ivan Slavicky (Peter Wingfield) y Laurel Hedare (Sharon Stone), la esposa del dueño de la compañía George Hedare (Lambert Wilson), hablando sobre los peligrosos efectos secundarios del uso continuo del producto.
Esbirros de Laurel descubren a Patience y quieren deshacerse de ella. Patience trata de escapar por un desagüe. Varada en una orilla y sin vida, es misteriosamente devuelta a la vida por un gato mau egipcio. Desde ese momento desarrolla superpoderes relacionados con habilidades felinas (agilidad, ver en la oscuridad, etc.). La investigadora Ophelia Powers (Frances Conroy) le dice que los gatos mau egipcios sirven como mensajeros de la diosa egipcia Bastet. Patience se entera de que ella se ha convertido en una "mujer gato" con habilidades que son, a la vez, una bendición y una maldición. Ella descubre que están robando en una joyería y, con una vestimenta negra sensual, golpea a los asaltantes, finalizando con un golpe en los genitales de los ladrones.
Con un nuevo vestido sexy de cuero, una máscara y un látigo, Patience aparece como Catwoman e intenta investigar la conspiración de la empresa. Llega a un bar donde seduce a un empleado de la empresa y le saca información.
La noche siguiente va a la mansión Hedare, donde es atacada por Laurel. Después de una breve pelea, la señora Hedare le informa que el jefe de la conspiración es George, que esta ahora con su amante en el teatro. Catwoman se dirige allí y, después de interrogar a Hedare, huye después de un encuentro breve donde seduce al detective Lone.
Lone empieza a atar cabos para empezar a deducir que la intrépida Catwoman es Patience.
Otro día, Catwoman va a la mansión Hedare, donde Laurel la culpa por el asesinato de George (que ella cometió) y se revela como la jefa del plan de Beau-Line.
Patience es arrestada, pero logra huir para evitar el lanzamiento de la crema. Como Catwoman, logra rescatar a Lone de ser asesinado por Laurel. Después de vencer a sus esbirros, se enfrenta cara a cara con Laurel Hedare.
Durante la lucha, Catwoman (que toma la delantera) le revela su identidad a Laurel, que afirma que no siente daño alguno por usar Beau-Line en ella misma. Laurel finge estar derrotada para herir a Patience con un pedazo de vidrio en la pierna, luego la patea y golpea fuertemente con un tubo varias veces en el vientre hasta dejar a Catwoman casi derrotada y agotada al borde del vacío.
Catwoman logra reponerse para vencer y dejar a Laurel al borde de la cornisa. Ella le ofrece ayuda, pero al ver su rostro, se deja caer. Catwoman logra evitar la comercialización de la crema, queda libre y sigue en las noches en un umbral entre el bien y el mal.

## Reparto
- Halle Berry (Patience Phillips / Catwoman): Es una diseñadora que adquiere poderes de un gato y usando un sensual disfraz con látigo se convierte en Catwoman.
- Sharon Stone (Laurel Hedare): Es la antagonista de la película. Tiene la piel dura como el mármol y desea derrotar a Catwoman.
- Benjamin Bratt (Detective Tom Lone)
- Lambert Wilson (Georges Hedare)
- Alex Borstein (Sally)
- Frances Conroy (Ophelia Powers)
- Michael Massee (Armando)
- Byron Mann (Wesley)
- Alex Cooper (Gloria Ojeda)
- Kim Smith (Drina)
- Peter Wingfield (Dr. Ivan Slavicky)
- Berend McKenzie (Lance)

## Recepción
Obtuvo críticas muy negativas, acumulando sólo un 9% de comentarios positivos, según la página de Internet Rotten Tomatoes, llegando a la siguiente conclusión: "Halle Berry es lo único que provoca optimismo en la película, pero ella no puede salvar este ridículo thriller de acción."
La película fracasó en taquilla. En Estados Unidos sólo recaudó 40 millones de dólares, una cifra ridícula para una superproducción de estas características. Sumando las recaudaciones internacionales la cifra asciende a unos escasos 82 millones. Su presupuesto fue de 100 millones. En 2004 obtuvo el Premio Golden Raspberry a la peor película.

## Lanzamientos
| País                                                                          | Fecha de estreno                   |
| ----------------------------------------------------------------------------- | ---------------------------------- |
| Alemania                                                                      | Jueves 19 de agosto de 2004        |
| Argentina                                                                     | Jueves 23 de septiembre de 2004    |
| Australia                                                                     | Jueves 16 de septiembre de 2004    |
| Austria                                                                       | Viernes 20 de agosto de 2004       |
| Bélgica                                                                       | Miércoles 1 de septiembre de 2004  |
| Belice · Costa Rica · El Salvador · Guatemala · Honduras · Nicaragua · Panamá | Viernes 8 de octubre de 2004       |
| Bolivia                                                                       | Jueves 23 de septiembre de 2004    |
| Brasil                                                                        | Viernes 13 de agosto de 2004       |
| Bulgaria                                                                      | Viernes 22 de octubre de 2004      |
| Chile                                                                         | Jueves 2 de septiembre de 2004     |
| Colombia                                                                      | Viernes 3 de septiembre de 2004    |
| Corea del Sur                                                                 | Viernes 24 de septiembre de 2004   |
| Croacia                                                                       | Jueves 11 de noviembre de 2004     |
| Dinamarca                                                                     | Viernes 17 de septiembre de 2004   |
| Ecuador                                                                       | Viernes 27 de agosto de 2004       |
| Egipto                                                                        | Miércoles 15 de septiembre de 2004 |
| Emiratos Árabes Unidos                                                        | Miércoles 1 de septiembre de 2004  |
| Eslovenia                                                                     | Jueves 23 de septiembre de 2004    |
| España                                                                        | Viernes 6 de agosto de 2004        |
| Estados Unidos · Canadá                                                       | Viernes 23 de julio de 2004        |
| Estonia                                                                       | Viernes 17 de septiembre de 2004   |
| Filipinas                                                                     | Miércoles 28 de julio de 2004      |
| Finlandia                                                                     | Viernes 12 de noviembre de 2004    |
| Francia                                                                       | Miércoles 8 de septiembre de 2004  |

| País                         | Fecha de estreno                 |
| ---------------------------- | -------------------------------- |
| Grecia                       | Viernes 1 de octubre de 2004     |
| Hong Kong                    | Jueves 5 de agosto de 2004       |
| Hungría                      | Jueves 26 de agosto de 2004      |
| India                        | Viernes 6 de agosto de 2004      |
| Indonesia                    | Miércoles 11 de agosto de 2004   |
| Islandia                     | Viernes 20 de agosto de 2004     |
| Israel                       | Jueves 16 de septiembre de 2004  |
| Italia                       | Viernes 27 de agosto de 2004     |
| Japón                        | Sábado 6 de noviembre de 2004    |
| Letonia                      | Viernes 10 de septiembre de 2004 |
| Líbano                       | Jueves 9 de septiembre de 2004   |
| Lituania                     | Viernes 17 de septiembre de 2004 |
| Malasia                      | Jueves 5 de agosto de 2004       |
| México                       | Viernes 13 de agosto de 2004     |
| Noruega                      | Viernes 15 de octubre de 2004    |
| Nueva Zelanda                | Jueves 16 de septiembre de 2004  |
| Países Bajos                 | Jueves 19 de agosto de 2004      |
| Perú                         | Jueves 7 de octubre de 2004      |
| Polonia                      | Viernes 3 de septiembre de 2004  |
| Portugal                     | Jueves 30 de septiembre de 2004  |
| Puerto Rico                  | Jueves 29 de julio de 2004       |
| Reino Unido Irlanda          | Viernes 13 de agosto de 2004     |
| República Checa · Eslovaquia | Jueves 23 de septiembre de 2004  |
| Rumania                      | Viernes 5 de noviembre de 2004   |
| Rusia                        | Jueves 28 de octubre de 2004     |
| Singapur                     | Jueves 12 de agosto de 2004      |
| Sudáfrica                    | Viernes 13 de agosto de 2004     |
| Suecia                       | Viernes 29 de octubre de 2004    |
| Suiza                        | Jueves 19 de agosto de 2004      |
| Tailandia                    | Jueves 22 de julio de 2004       |
| Taiwán                       | Sábado 7 de agosto de 2004       |
| Turquía                      | Viernes 10 de septiembre de 2004 |
| Uruguay                      | Viernes 24 de septiembre de 2004 |
| Venezuela                    | Viernes 1 de octubre de 2004     |